# Marco Minucio Augurino
Marco Minucio Augurino (in latino Marcus Minucius Augurinus; fl. V secolo a.C.) è stato un politico romano del V secolo a.C

## Biografia
Nel 497 a.C. Marco Minucio venne eletto console insieme a Aulo Sempronio Atratino; fratello di Publio Minucio Augurino, console nel 492 a.C.; Marco fu il primo rappresentante della Gens Minucia a ottenere la carica di console.
Durante l'anno fu inaugurato il tempio di Saturno nel foro romano e venne istituita la festività delle Saturnalia.
Nel 491 a.C. fu rieletto console per la seconda volta, anche questa volta con Aulo Sempronio; dalla Sicilia giunse una massiccia importazione di grano, per poter soddisfare la mancanza di generi alimentari seguita alla secessione della plebe sul Monte Sacro.
Tra i senatori ve ne erano molti che pensavano che fosse arrivato il tempo di recuperare i diritti che la plebe aveva ottenuto grazie alla secessione del 494 a.C. Questi erano capeggiati da Coriolano, poco incline a soluzioni di compromesso, tanto che nel corso dell'anno, dopo aspri conflitti con i tribuni della plebe, fu condannato all'esilio a vita.
Nel 488 a.C. fu uno dei cinque ex-consoli inviati dal Senato al campo dei Volsci a intercedere con Coriolano, quando questo stava avanzando contro Roma. Con un lungo discorso, fu Minucio a perorare con Coriolano la causa di Roma.